# أودونيل (تكساس)
أودونيل (بالإنجليزية: O'Donnell, Texas)‏ هي مدينة تقع في مقاطعة لين، تكساس بولاية تكساس في شمال شرق الولايات المتحدة. تأسست عام 1910، تبلغ مساحة هذه المدينة  (كم²)، وترتفع عن سطح البحر  م، بلغ عدد سكانها 831 نسمة في عام 2010 حسب إحصاء مكتب تعداد الولايات المتحدة .

## التركيبة السكانية
حدّد مكتب تعداد الولايات المتحدة بيانات التركيبة السكانية لأودونيل في تعداد الولايات المتحدة. في ما يلي، التركيبة السكانية حسب تعدادي 2000 و2010.

### تعداد عام 2000
بلغ عدد سكان أودونيل 1,011 نسمة بحسب تعداد عام 2000، وبلغ عدد الأسر 364 أسرة وعدد العائلات 276 عائلة مقيمة في المدينة. في حين سجلت الكثافة السكانية 453.4 نسمة لكل كيلومتر مربع (1,174.3/ميل2). وبلغ عدد الوحدات السكنية 423 وحدة بمتوسط كثافة قدره 189.7 لكل كيلومتر مربع (491.3/ميل2).
وتوزع التركيب العرقي للمدينة بنسبة 64% من البيض و1.09% من الأمريكيين الأفارقة و1.09% من الأمريكيين الأصليين و0.10% من الأمريكيين ذوي الأصول الآسيوية و31.75% من الأعراق الأخرى و1.98% من عرقين مختلطين أو أكثر و65.28% من الهسبانيون أو اللاتينيون من أي عرق.
بلغ عدد الأسر 364 أسرة كانت نسبة 44.5% منها لديها أطفال تحت سن الثامنة عشر تعيش معهم، وبلغت نسبة الأزواج القاطنين مع بعضهم البعض 58.8% من أصل المجموع الكلي للأسر، ونسبة 12.1% من الأسر كان لديها معيلات من الإناث دون وجود شريك،  بينما كانت نسبة 4.9% من الأسر لديها معيلون من الذكور دون وجود شريكة وكانت نسبة 24.2% من غير العائلات. تألفت نسبة 23.4% من أصل جميع الأسر من عدة أفراد يعيشون في نفس المنزل ونسبة 12.9% كانت تتألف من شخص يعيش بمفرده يبلغ من العمر 65 عاماً أو أكثر. وبلغ متوسط حجم الأسرة المعيشية 2.78، أما متوسط حجم العائلات فبلغ 3.28.
بلغ العمر الوسطي للسكان 34.5 عاماً. وكانت نسبة 30.5% من القاطنين تحت سن الثامنة عشر، وكانت نسبة 9.5% بين الثامنة عشر والرابعة والعشرين عاماً، ونسبة 24.9% كانت واقعةً في الفئة العمرية ما بين الخامسة والعشرين والرابعة والأربعين عاماً، ونسبة 21.5% كانت ما بين الخامسة والأربعين والرابعة والستين، ونسبة 13.6% كانت ضمن فئة الخامسة والستين عاماً فما فوق. يوجد لكل 100 أنثى 101.0 ذكر، ويوجد لكل 100 أنثى في الثامنة عشر من عمرها فما فوق 89.0 ذكر.
بلغ متوسط دخل الأسرة في المدينة 37,500 دولارًا، أما متوسط دخل العائلة فبلغ 42,813 دولارًا. وكان متوسط دخل الذكور 27,500 دولارًا مقابل 17,000 دولارًا للإناث. وسجل دخل الفرد الخاص بالمدينة 13,642 دولارًا. وكانت نسبة 9.7% من العائلات ونسبة 4.3% من السكان تحت خط الفقر، وكان من هؤلاء نسبة 0% تحت سن الثامنة عشر ونسبة 25% في الخامسة والستين من العمر وما فوق.

## معرض صور

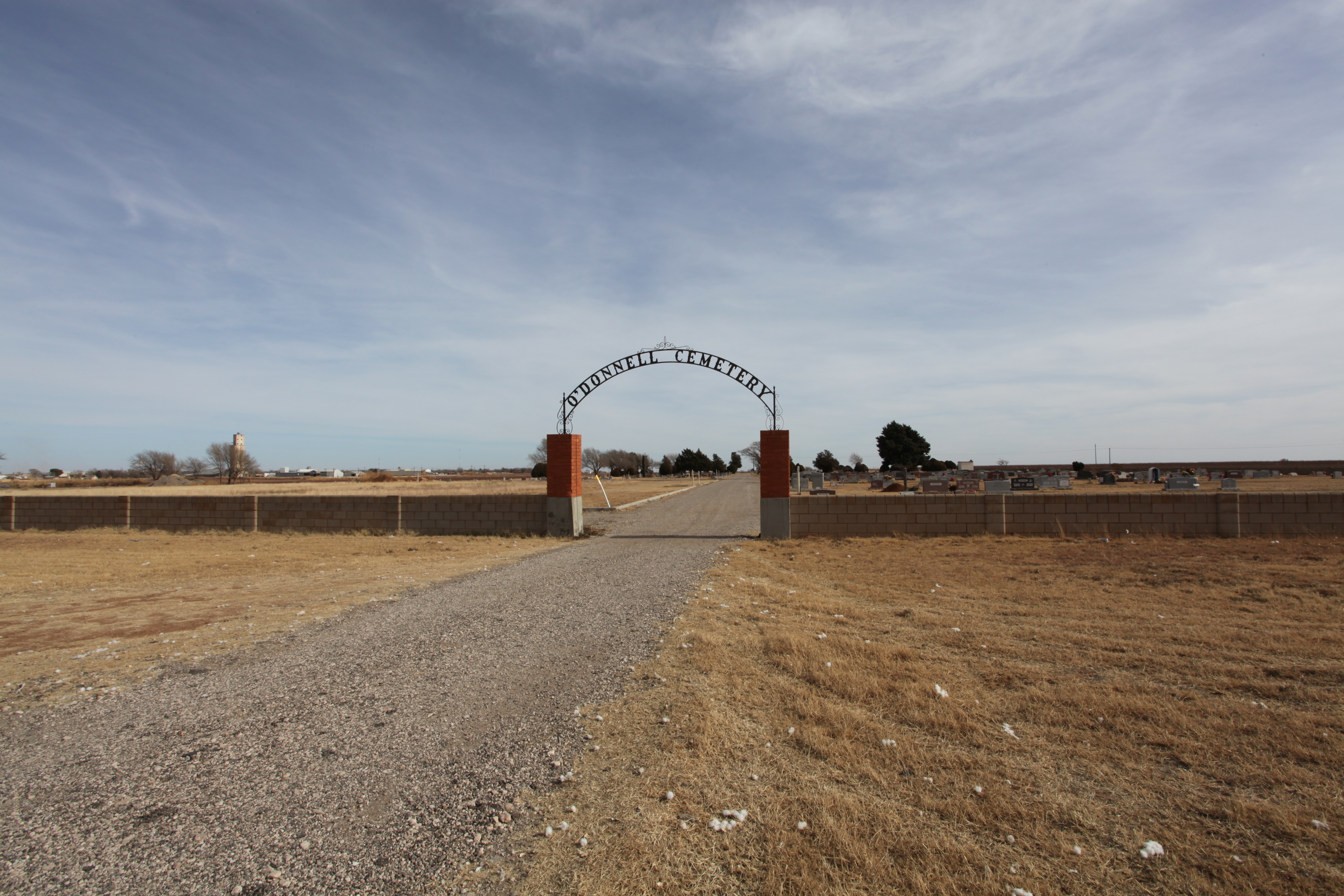
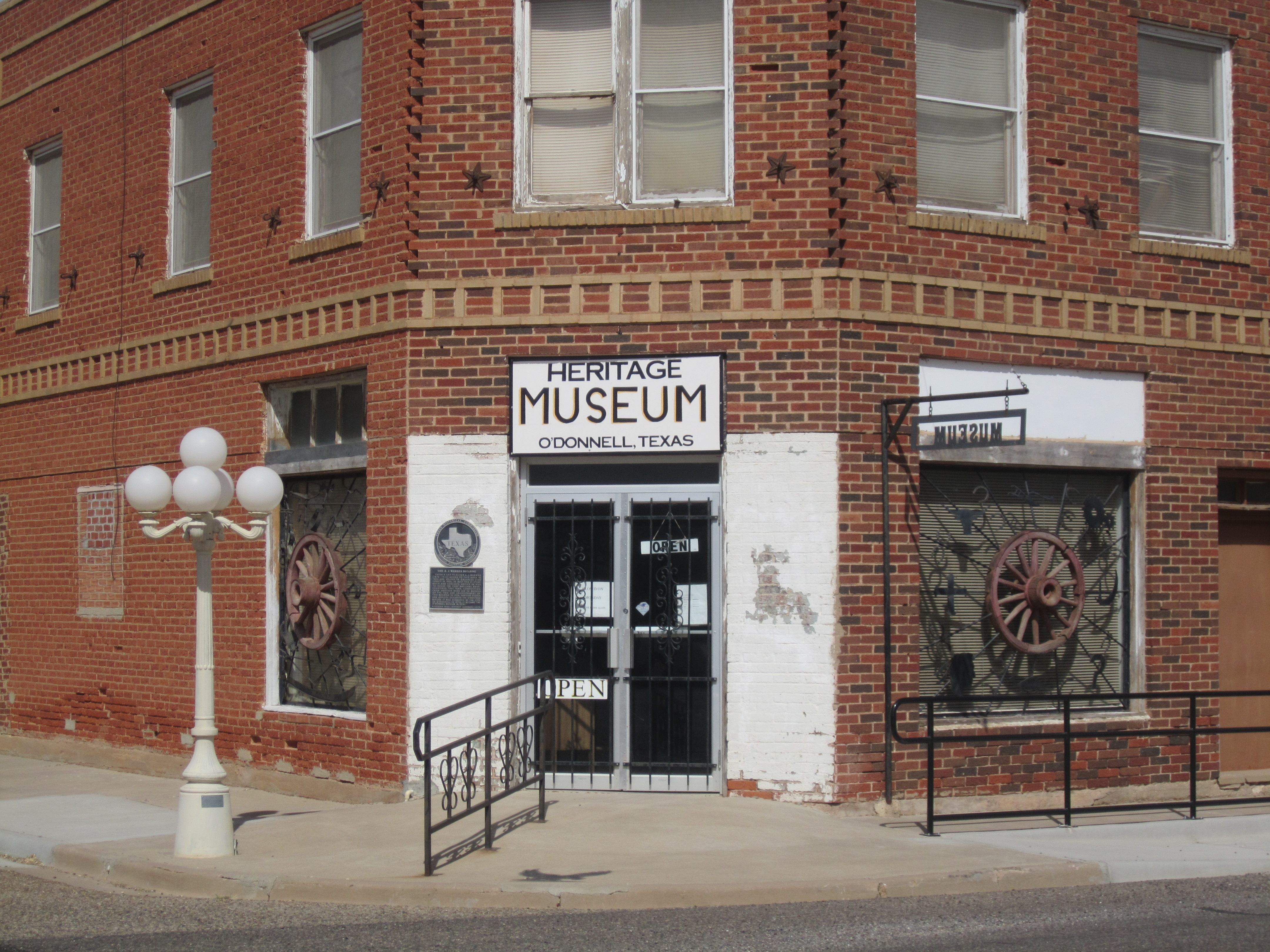
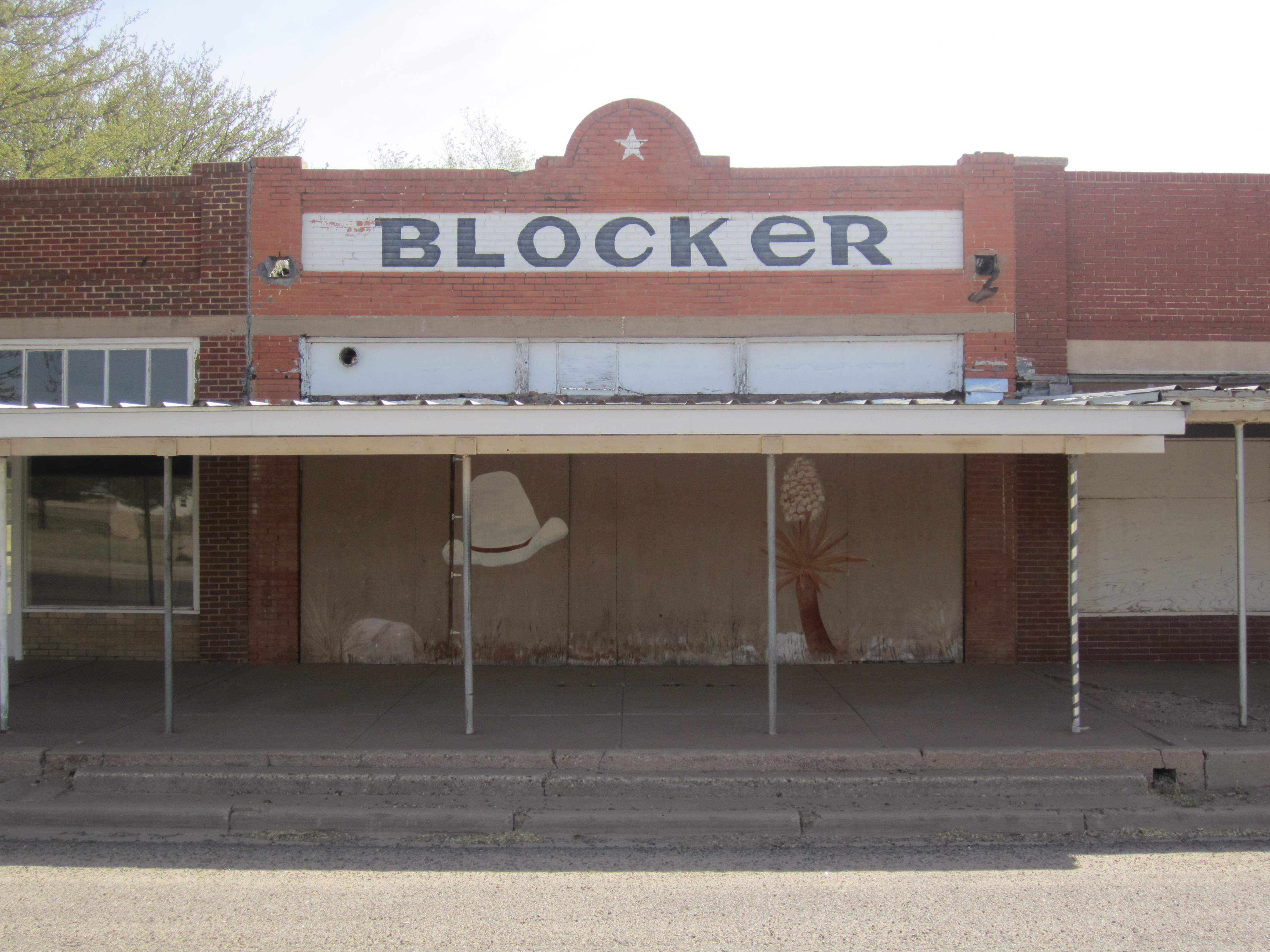

### تعداد عام 2010
بلغ عدد سكان أودونيل 831 نسمة بحسب تعداد عام 2010، وبلغ عدد الأسر 315 أسرة وعدد العائلات 237 عائلة مقيمة في المدينة. في حين سجلت الكثافة السكانية 372.6 نسمة لكل كيلومتر مربع (965.0/ميل2). وبلغ عدد الوحدات السكنية 402 وحدة بمتوسط كثافة قدره 180.3 لكل كيلومتر مربع (467.0/ميل2).
وتوزع التركيب العرقي للمدينة بنسبة 73.41% من البيض و1.20% من الأمريكيين الأفارقة و0.60% من الأمريكيين الأصليين و0.36% من الأمريكيين ذوي الأصول الآسيوية و20.34% من الأعراق الأخرى و4.09% من عرقين مختلطين أو أكثر و62.82% من الهسبانيون أو اللاتينيون من أي عرق.
بلغ عدد الأسر 315 أسرة كانت نسبة 38.4% منها لديها أطفال تحت سن الثامنة عشر تعيش معهم، وبلغت نسبة الأزواج القاطنين مع بعضهم البعض 54.9% من أصل المجموع الكلي للأسر، ونسبة 14.3% من الأسر كان لديها معيلات من الإناث دون وجود شريك،  بينما كانت نسبة 6% من الأسر لديها معيلون من الذكور دون وجود شريكة وكانت نسبة 24.8% من غير العائلات. تألفت نسبة 24.1% من أصل جميع الأسر من عدة أفراد يعيشون في نفس المنزل ونسبة 11.7% كانت تتألف من شخص يعيش بمفرده يبلغ من العمر 65 عاماً أو أكثر. وبلغ متوسط حجم الأسرة المعيشية 2.64، أما متوسط حجم العائلات فبلغ 3.10.
بلغ العمر الوسطي للسكان 38.5 عاماً. وكانت نسبة 30.2% من القاطنين تحت سن الثامنة عشر، وكانت نسبة 6.1% بين الثامنة عشر والرابعة والعشرين عاماً، ونسبة 20.8% كانت واقعةً في الفئة العمرية ما بين الخامسة والعشرين والرابعة والأربعين عاماً، ونسبة 26% كانت ما بين الخامسة والأربعين والرابعة والستين، ونسبة 16.8% كانت ضمن فئة الخامسة والستين عاماً فما فوق. وتوزع التركيب الجنسي للسكان بنسبة 47.1% ذكور و52.9% إناث.

## وصلات خارجية
- Handbook of Texas: O'Donnell
- The US50 - Cities and Towns in Texas State